# خانه انصاف
خانه انصاف به دادگاه‌های روستایی گفته می‌شد که در دوران نخست‌وزیری اسدالله علم در چهارچوب انقلاب شاه و مردم بنیان‌گذارده‌شد. خانه انصاف از راه سازش و دوستانه به بررسی و رسیدگی دعواها در سطح روستا می‌پرداخت. هدف از بنیان خانه‌های انصاف جلوگیری از گسترش دعواهای کوچک به دعواهای پیچیده بود و این که روستاییان دیگر نیازمند به سفر به شهرهای دور و نزدیک برای گرفتن حق‌اشان نبودند. هم چنین شرکت قاضی‌های برگزیده شده از سوی مردم، آسودگی اندیشه برای اجرای عدالت را به مردم می‌داد و نیز این که مردم خود توانا هستند که سختی‌ها و دعواهای خود را به پایان رسانند.
اصل نهم انقلاب شاه و مردم قانون تشکیل خانه انصاف و قانون تشکیل شورای داوری بود که چهره‌ای نوین از عدالت را به مردم کشور نشان داد. خانه‌های انصاف بر اساس وجدان مردم و انصاف آنها بنیان شد. با بنیان شدن خانه‌های انصاف به جای این که فرد روستایی برای گرفتن حق خود راهی شهرهای دور و نزدیک شود دستگاه قضایی به سراغ او رفت. خانه‌های انصاف عدالت را به رایگان در اختیار روستانشینان قرار دادند و بدانها این شانس را داد که در کارهای قضایی خود شریک باشند. سپاه دانش مامور خدمت در هر روستا و محل منشی خانه‌های انصاف بود.
خانه انصاف یک دادگاه روستایی است که پنج تن قضات آن را اهالی هر ده برای درازای سه سال انتخاب می کنند. اعضای خانه‌های انصاف افتخاری کار می کنند و انجام عدالت و قضاوت به رایگان در اختیار روستاییان قرار می گیرد. آیین دادرسی در خانه‌های انصاف ساده و بی پیرایه بوده و قاضی‌ها در انتخاب روش پژوهش و بررسی آزاد بودند و چون همه با یکدیگر آشنایی داشتند کارهای مردم تند و آسان به انجام می رسید.
نخستین خانه انصاف در زمستان ۱۳۴۲ در روستای مهیار از توابع سپاهان به سرپرستی آقای حسن انصاری مهیاری گشایش یافت. شمار خانه‌های انصاف تا پایان سال ۱۳۵۶ به ۱۰۴۵۸ رسید و نزدیک به ۱۹۰۰۰ روستای کشور زیر پوشش خدمات این خانه‌ها بودند.
خانه‌های انصاف در نخستین سال فعالیت خود یه ۱۸۰۰ پرونده رسیدگی کرد و رأی خود را در باره آن داد. در پایان سال ۱۳۵۶ شمار همه پرونده‌هایی که در خانه‌های انصاف رسیدگی شده و به انجام رسیده بود از سه میلیون گذشته و هزینه دادگستری کلانی در این راه صرفه‌جویی شد. بررسی کارشناسان نشان می‌دهد که آرای داده شده از سوی خانه‌های انصاف عادلانه و منصفانه و خالی از فساد و اعمال نفوذ بوده است.
بر اساس مدل خانه‌های انصاف شوراهای داوری از سال ۱۳۴۵ آغاز به کار کرد بدین معنا که برای رسیدگی به دعواهای کوچک و محلی دادگاه‌های برگزیده شده به وسیله اهالی هر محله و شهر تشکیل شد.
شوراهای داوری همانند خانه‌های انصاف از پنج قاضی مورد اعتماد اهل محل برای درازای چهار سال تشکیل می شد. از آن جا که دعواهای شهری پیچیده تر از مسایل روستاها بود در هر حوزه شورای داوری یک نفر می بایستی آشنا به مسایل حقوقی باشد مانند قاضی‌های دادگستری، وکیل‌های دادگستری، یا استادهای دانشگاه یا سردفتران به عنوان مشاور قضایی شورای داوری خدمت می‌کنند. شوراهای داوری در جای مدرسه ها، شهرداری ها، و ساختمان‌های عمومی تشکیل می شد که هزینه ای نداشت و رایگان بود.
آمار نشان می دهد که از سال ۱۳۴۵ که نخستین شورای داوری آغاز به کار کرد تا سال ۱۳۵۶ در ۲۰۳ شهر ایران رویهم رفته ۲۸۳ شورای داوری ایجاد شده بود و از آغاز کار بیش از ۷۵۰۰۰ پرونده را رسیدگی و به آن رای داده و پرونده بسته شده‌بود. در این درازا بیش از ۱۲ میلیون نفر از خدمات آن بهره مند شدند. استفاده از شوراهای داوری هم چون خانه‌های انصاف برای مردم به رایگان بوده است.

## قوانین
- قانون تشکیل خانه انصاف - مصوب ۱۸ اردیبهشت ۱۳۴۸ 
  - قانون خانه انصاف - مصوب ۲۵ خرداد ۱۳۵۶
  - قانون اصلاح بعضی از مواد قانون تشکیل خانه‌های انصاف - مصوب ۱۸ اسفند ۱۳۴۷
- قانون تشکیل شورای داوری
  - قانون شورای داوری
  - قانون اصلاح بعضی از مواد قانون تشکیل شورای داوری